# レフ・シテインベルク
レフ・ペトロヴィチ・シテインベルク（ロシア語: Лев Петрович Штейнберг, ラテン文字転写: Lev Petrovich Shteinberg, 1870年9月15日（ユリウス暦9月3日）エカチェリノスラフ - 1945年1月16日 モスクワ）は、帝政ロシア、ソビエト連邦の指揮者、作曲家。ソ連人民芸術家（1937年授与）。労働赤旗勲章受章者。

## 概要
ロシア帝国エカチェリノスラフ（現ウクライナ ドニプロペトロウシク）にアシュケナジム・ユダヤ系の家庭に生まれる。
サンクトペテルブルク音楽院で、アントン・ルビンシテインにピアノを、リムスキー＝コルサコフ、リャードフ等に作曲を学び、1893年に卒業する。卒業後は、サンクトペテルブルクでオペラ指揮者として活躍する。
1914年、セルゲイ・ディアギレフに招かれ、バレエ・リュス（ロシア・バレエ団）のパリ及びロンドン公演に参加する。ボリシェヴィキ政権成立後は、多くの亡命者が出る中、国内に留まる道を選び、1917年から1924年までキエフ、1924年から1928年までハリコフでそれぞれ音楽院での教授や指揮活動を行い、多くの作品を発表している。1928年からモスクワのボリショイ劇場の指揮者陣に加わる（1928年から1941年までと1943年から没年、1945年まで）。1937年から1938年にかけてはモスクワ音楽院教授も務めた。
最晩年の1943年には、モスクワ州フィルハーモニー交響楽団（現在のモスクワ国立アカデミー交響楽団）を創設している。
1945年、モスクワで没し、ノヴォデヴィチ墓地に埋葬された。

## 録音
1943年にボリショイ劇場管弦楽団・合唱団を指揮して、リムスキー＝コルサコフのオペラ『皇帝の花嫁』の初の全曲録音を行っている。後にメロディアからLP復刻されている。

## 主な作品
- 交響曲3曲（1906年、1916年、1920年）[2]
- 交響詩『赤の広場 Красная площадь』（合唱つき、1934年）
- バレエ『ミッラ Мирра』（1924年）
- ヴァイオリン協奏曲（1923年）
- オペラ『世界を揺るがした十日間 Девять дней, которые потрясли мир』（1932年）
- カンタータ『サムソン』（1892年）

その他、ウクライナの指導的作曲家ミコラ・リセンコのオペラ『タラス・ブーリバ』のオーケストレーションも行っている。